# Scoloplos chevalieri
Scoloplos chevalieri är en ringmaskart som först beskrevs av Fauvel 1902.  Scoloplos chevalieri ingår i släktet Scoloplos och familjen Orbiniidae. Utöver nominatformen finns också underarten S. c. canadiensis.